# Samuel Pihlström
Samuel Pihlström (* 8. März 2001 in Göteborg) ist ein schwedischer Mittelstreckenläufer, der sich auf den 1500-Meter-Lauf spezialisiert hat.

## Sportliche Laufbahn
Erste internationale Erfahrungen sammelte Samuel Pihlström im Jahr 2021, als er bei den Halleneuropameisterschaften in Toruń mit 3:47,66 min in der Vorrunde im 1500-Meter-Lauf ausschied. Im Juli gelangte er bei den U23-Europameisterschaften in Tallinn mit 3:44,39 min auf Rang 14. Im Jahr darauf schied er bei den Europameisterschaften in München mit 3:40,70 min im Vorlauf aus und 2023 gewann er bei den U23-Europameisterschaften in Espoo in 3:43,73 min die Bronzemedaille hinter dem Niederländer Stefan Nillessen und Mohamed Attaoui aus Spanien. Im Jahr darauf belegte er bei den Hallenweltmeisterschaften in Glasgow in 3:38,35 min den achten Platz. Im Juni erreichte er bei den Europameisterschaften in Rom das Finale, ging dort aber nicht mehr an den Start. Anschließend schied er bei den Olympischen Sommerspielen in Paris mit 3:33,58 min in der Hoffnungsrunde aus. 
2025 belegte er bei den Halleneuropameisterschaften in Apeldoorn in 3:39,07 min den sechsten Platz über 1500 Meter, ehe er bei den Hallenweltmeisterschaften in Nanjing mit 3:39,67 min auf Rang fünf gelangte.
In den Jahren 2022 und 2024 wurde Pihlström schwedischer Meister im 1500-Meter-Lauf im Freien sowie 2025 in der Halle.

## Persönliche Bestleistungen
- 800 Meter: 1:45,97 min, 27. Juli 2024 in Löwen
- 1000 Meter: 2:18,26 min, 8. September 2024 in Zagreb
- 1500 Meter: 3:33,58 min, 3. August 2024 in Paris
  - 1500 Meter (Halle): 3:35,47 min, 30. Januar 2024 in Ostrava (schwedischer Rekord)
  - Meile (Halle): 3:54,78 min, 4. Februar 2025 in Ostrava (schwedischer Rekord)
  - 2000 Meter (Halle): 5:00,01 min, 10. Februar 2024 in Liévin (nationale Bestleistung)
- 3000 Meter: 7:59,02 min, 6. August 2021 in Jessheim
  - 3000 Meter (Halle): 8:08,70 min, 29. Januar 2022 in Sollentuna